# Tal Hen
Tal Hen (hebreiska: טל חן) född 4 augusti 1979, är en israelisk professionell fotbollsspelare. Han spelar för närvarande för Hapoel Bnei Lod och har även blivit uppkallad i landslaget. 2005/2006 var han med om att vinna israeliska cupen.